# Twierdzenie Riesza-Skorochoda
Twierdzenie Riesza-Skorochoda – twierdzenie z pogranicza teorii miary i analizy funkcjonalnej, postulujące, że dla nieujemnego funkcjonału liniowego, spełniającego warunek Skorochoda, istnieje dokładnie jedna miara, po której całka jest tym funkcjonałem.

## Ustalenia wstępne
Ustalmy przestrzeń metryczną {\displaystyle (X,\varrho )} i niech:
{\displaystyle {\mathcal {B}}(X)} – σ-ciało wszystkich podzbiorów borelowskich przestrzeni {\displaystyle X,}
{\displaystyle C(X)} – przestrzeń wszystkich ciągłych i ograniczonych odwzorowań przestrzeni {\displaystyle X} w {\displaystyle \mathbb {R} } z normą supremum.
Funkcjonał liniowy {\displaystyle \varphi \colon C(X)\to \mathbb {R} } nazywamy nieujemnym, gdy {\displaystyle \varphi (f)\geqslant 0} dla każdej ciągłej i ograniczonej funkcji {\displaystyle f\colon X\to [0,\infty ).}

### Warunek Skorochoda
Dla każdego {\displaystyle \varepsilon >0} istnieje taki zbiór zwarty {\displaystyle K\subset X,} że
{\displaystyle \forall _{f\in C(X)}[f|_{K}=0\Rightarrow |\varphi (f)|\leqslant \varepsilon \|f\|].}

## Twierdzenie Riesza-Skorochoda
Jeżeli nieujemny funkcjonał liniowy {\displaystyle \varphi \colon C(X)\to \mathbb {R} } spełnia warunek Skorochoda, to istnieje dokładnie jedna taka miara {\displaystyle \mu \colon {\mathcal {B}}(X)\to [0,\infty ),} że
{\displaystyle \varphi (f)=\int \limits _{X}fd\mu } dla {\displaystyle f\in C(X).}

### Wniosek
Dla każdego ciągłego funkcjonału liniowego {\displaystyle \varphi \colon C(X)\to \mathbb {R} } istnieje dokładnie jedna taka σ-addytywna funkcja zbiorów {\displaystyle \nu \colon {\mathcal {B}}(X)\to \mathbb {R} ,} że
{\displaystyle \varphi (f)=\int \limits _{X}fd\nu } dla {\displaystyle f\in C(X).}